# Megaro Mousikis
Das Megaro Mousikis (griechisch Μέγαρο Μουσικής ‚Musikpalast‘, nach dem antiken Begriff meist Megaron) ist das Konzertgebäude der gemeinnützigen „Gesellschaft der Freunde der Musik“ (Εταιρία των Φίλων της Μουσικής) an der Leoforos Vasilissis Sofias in der griechischen Hauptstadt Athen. Es ist über die Metrostation Megaro Mousikis zu erreichen.

## Geschichte
Die Gesellschaft der Freunde der Musik sammelte seit 1954 Gelder zur Errichtung einer Konzerthalle. 1976 konnte mit dem Bau nach Entwürfen des Architekten Emmanouil Vourekas begonnen werden; als der Rohbau fertiggestellt wurde, waren die finanziellen Mittel der Gesellschaft bereits erschöpft. Als eine Realisierung des Bauwerks fast unmöglich erschien, übernahm 1987 der Staat den Rohbau. Das Kulturministerium beschloss die Fertigstellung und übergab das fertige Gebäude 1991 zum Betrieb an die Gesellschaft der Freunde der Musik. Seit 2003 ist das Megaro Mousikis über eine gleichnamige U-Bahn-Station erschlossen.
Die Gesellschaft der Freunde der Musik hat ihre Aktivitäten über den Bereich der Musik ausgeweitet. Unter dem Namen Megaron Plus finden Ausstellungen statt, so etwa über Design und Architektur. 2004 wurde an der Rückseite des Gebäudes als weitere Aktivität das International Conference Centre eröffnet.

## Gebäude
Das Megaro Mousikis verfügt über zwei Säle, einen kleinen Saal mit 500 Sitzplätzen sowie den großen Saal mit 2000 Sitzplätzen. Das Foyer (Kapnistirio) ist zweigeschossig und auch für kleinere Ausstellungen geeignet. Hier befinden sich auch ein Restaurant und ein Plattenladen.
Im Gebäude sind außerdem eine Musik-Bibliothek und ein Musikarchiv sowie die Verwaltung der Gesellschaft untergebracht.
Obwohl ursprünglich nur für Konzerte ausgelegt, finden im Gebäude vereinzelt auch Theateraufführungen statt. Das Gebäude ist außen mit Pentelischem Marmor verkleidet und zitiert in den Proportionen klassizistische Architektur.

### Der Saal der Freunde der Musik

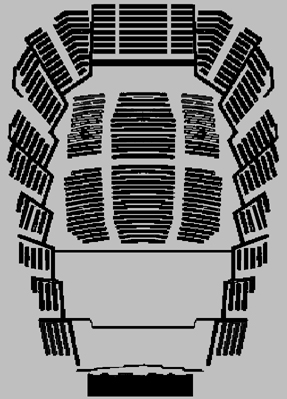
Der große Saal „Freunde der Musik“

Der Saal der Freunde der Musik ist der große Saal und wurde als ganzheitlicher Raum vom Akustiker Heinrich Keilholz entworfen. Da Keilholz bereits verstorben war, wurde die Ausführung der Arbeiten durch Müller-BBM übernommen.
Eingesetzt wurden verschiebbare Elemente im Podiumsbereich, die etwa Raum für Bühne und Bühnentechnik schaffen. Durch die Verwandlung sinkt die Nachhallzeit von 1,9 auf 1,3 Sekunden. Der Saal verfügt über eine Konzertorgel mit 6080 Pfeifen der Orgelmanufaktur Klais.

## Nicht verwechseln
- Die Philharmonie Thessaloniki heißt auf Griechisch ebenfalls Megaro Mousikis.